# Моно (река)
Моно (фр. Mono) — река в Того и Бенине. Является самой длинной рекой Того. Впадает в залив Бенин через обширную систему солоноватых лагун и озёр, включая озеро Того. Длина около 467 км. Площадь водосборного бассейна — 24 495 км².

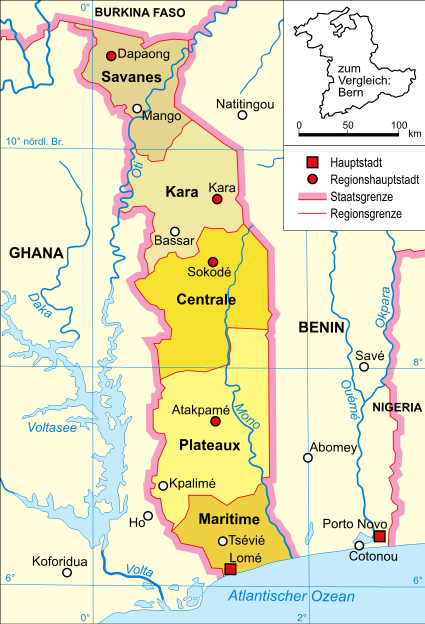
Моно на карте Того

## География
Начинается северо-восточнее города Сокоде на границе с Бенином. Река течёт в южном направлении. Вдоль устья реки проходит граница между Того и Бенином.

## Хозяйственное использование
Судоходна только часть реки около устья. В бассейне реки выращивают кукурузу, ямс и маниоку.
Построена ГЭС Нангбето в 160 км от устья. Строительство было завершено в 1987 году и оказалось весьма выгодным экономически (рыбалка на водохранилище, выработка электроэнергии). Было переселено 7600 — 10 000 человек. Дамба изменила режим стока реки. Существовал проект второй дамбы, но эти планы реализованы не были.

## Гидрология
| Средний расход воды (м³/с) реки Моно по месяцам и за год с 1944 по 1992 гг. (замеры производились на гидрологическом посту в Атьем) |